# Aero L-39 Albatros
Pour les articles homonymes, voir Albatros.
Le L-39 Albatros est un avion d'entraînement militaire construit par la firme tchécoslovaque Aero Vodochody, qui a succédé à l'Aero L-29 Delfin comme avion standard d'entraînement des forces du Pacte de Varsovie mais il est surtout utilisé comme avion de combat dans les pays acquéreurs.
Si la dislocation de l'Union soviétique fit chuter de plus de 80 % les ventes de cet appareil, avec ses dérivés L-59 et L-139, il restait début 2006 l'avion d’entraînement à réaction le plus répandu dans le monde[réf. nécessaire]. C'est aussi un « warbird » très apprécié.
Il existe une nouvelle version de l'avion en production appelée L-39NG.

## Origine
C’est en février 1964 que le ministère de la Défense de la République socialiste tchécoslovaque émit un cahier des charges préliminaire visant à la réalisation d’un biplace d’entraînement à réaction destiné à succéder à l’Aero L-29 Delfin. S’ensuivirent un certain nombre de tractations avec le principal client potentiel, l’Union soviétique. De ce processus naquit la décision d’équiper le futur appareil d’un turboréacteur dérivé de l’Ivtchenko-Progress AI-25 équipant le triréacteur de transport Yak-40.
Tandis qu’une équipe dirigée par Jan Vlček, responsable du bureau d'études chez Aero, assisté de Karel Dlouhý, responsable des études préliminaires, travaillait à mettre en forme un avion aussi simple de structure et de configuration que le L-29, Motorlet (Walter) était chargée du développement du réacteur AI-25W tandis que le VZLÚ de Letňany s’occupait de la réalisation d’un siège éjectable approprié, le VS-1. Piloté par Rudolf Duchoň, le prototype L-39 X-02 effectua son premier vol le 4 novembre 1968 sur le terrain de Vodochody.
Si les essais en vol révélèrent immédiatement les excellentes qualités aérodynamiques du L-39, des problèmes apparurent au niveau de la motorisation et du dessin des prises d’air, qui durent être modifiées, entraînant un élargissement du maître-couple. Les trois prototypes suivants furent donc utilisés pour régler ces problèmes, deux autres servant à des essais au sol. Le septième prototype reçut les prises d’air définitives et servit à la mise au point du système de contrôle d’environnement et d’une APU utilisant une turbine française Saphir 5, ce qui rendait le L-39 totalement autonome au sol.
C’est finalement le turboréacteur AI-25TL, produit par Progress, en Ukraine, qui fut retenu, moteur testé en 1971 sur les prototypes X-02 et X-07, tandis que la production de série était lancée et l’appareil officiellement baptisé Albatros. Alors que le premier des 10 appareils de présérie était livré le 28 mars 1972 à la Force aérienne tchécoslovaque, les essais se poursuivaient à un rythme élevé : au cours de l’été 1972 le X-07 effectuait ses essais officiels en Tchécoslovaquie, avant d’effectuer l’année suivante les épreuves de validation officielle permettant son emploi en Union soviétique. En 1977 apparurent de nouvelles versions du L-39 Albatros, et le modèle de base fut désigné rétroactivement L-39C.

## Domaine d'utilisation
Le L-39 est aussi capable d'utiliser des aérodromes improvisés avec un équipement minimal. L'avion a été construit pour des vols de reconnaissance, pour l'entraînement et également utilisé pour le combat.

## Production
Au total Aero Vodochody a livré 2 843 L-39 Albatros jusqu’en 1997.

## Versions
- L-39C Albatros : version de base, avionique essentiellement d’origine soviétique et deux points d’emport de charges externes sous voilure. Appareil à réaction d’entraînement de base et avancé standard des forces du Pacte de Varsovie. Il n'est généralement pas armé[3].
- L-39CM : version modernisée slovaque du L-39C[4].
- L-39M1 : version modernisée ukrainienne du L-39C. L'appareil est équipé d'un nouveau moteur AI-25TLSh plus puissant (1850 kg de poussée). Il a également un nouvel enregistreur de vol BUR-4-1-07 pour remplacer le SARPP-12GM.  Cette version entre en service en 2009.  En 2015, une version plus évoluée entre en service, le L-39M. Cette version comprend un afficheur tête haute ILS-39, deux écrans multifonctions, un boîtier de commande PUBR (pour changer de mode de combat), un système de navigation par satellite, ainsi qu'un système d'enregistrement audio et vidéo.  13 L-39M1 et L-39M ont été livrés à la force aérienne ukrainienne[5].

- L-39V Albatros : c’est à la demande des forces tchécoslovaques que fut développé ce monoplace de remorquage de cibles[6]. Le prototype fut le L-39 X-08 dont le cockpit arrière, non pressurisé, fut équipé d’un treuil entraîné par une turbine dont la prise d’air était située sous le fuselage. La cible remorquée KT-04 fut développée par la firme Letov. Huit exemplaires seulement ont été construits, utilisés en Tchécoslovaquie (6) et République démocratique allemande (2).

- L-39ZO Zbrojni: il apparut rapidement que le L-39 pouvait constituer une plate-forme de tir acceptable, ce qui devait rendre l’appareil plus attrayant auprès des pays du Tiers Monde, puisque capable de servir à la fois à l’entraînement et à l'appui tactique. La modification consistait principalement à porter de 2 à 4 le nombre de points externes d’emport de charges sous voilure, celle-ci étant renforcée et les points internes devenant ‘humides’ (donc avec possibilité d’emporter des bidons externes largables). Un premier prototype (L-39 X-09) prit l’air le 25 juin 1975. Il fallut un an d’essais en vol et la sortie d’un dixième prototype pour mettre au point cette nouvelle version, très largement exportée. Le L-39Z0 (Z pour Zbrojni, "armé") fut développé comme une version armée du L-39, pouvant servir à l'entraînement aussi bien qu'à l'attaque au sol. Il s'agissait cependant d'une version intermédiaire, avant la conception d'une véritable machine dédiée à l'attaque. Outre un point d'emport ventral pouvant accueillir un canon de calibre 23 mm en pod, une voilure renforcée était pourvue de quatre points d'emport, deux d'une capacité unitaire de 500 kg et deux d'une capacité unitaire de 250 kg[7].

- L-39ZA Albatros : le programme de développement du L-39ZO achevé, les prototypes X-09 et X-10 furent équipés d’un canon bitube GSh-23 ventral (150 obus) pour des essais qui débutèrent en septembre 1976. Ils furent rejoints le 16 mai 1977 par un onzième prototype à l’avionique améliorée, ces appareils prenant la désignation L-39ZA et pouvant être utilisés pour des missions de reconnaissance, d'appui ou d'entraînement avancé. Le L-39 X-11 fut le premier Albatros à être présenté en Europe de l'Ouest : il fut en effet exposé au Salon du Bourget en 1977. Il s'agit d'un L-39ZO amélioré, mais partageant encore avec lui certains défauts, comme celui de ne pas pouvoir opérer à pleine charge avec deux membres d'équipage. Il dispose d'un armement plus varié, et de la capacité de tirer des missiles air-air.  Deux sous-versions ont été développées à partir du ZA : le L-39ZAM, modernisé par la Slovaquie, et le L-39ZA/ART, développé par la firme israélienne Elbit pour le compte de la Thaïlande (40 appareils)[8].

- L-39ZA/ART Albatros : version du précédent destinée à la Thaïlande[9], équipée d’une avionique israélienne Elbit[8].

- L-39MS Super Albatros : le 30 septembre 1996 a pris l’air le prototype d’un L-39C dont la cellule était à nouveau renforcée, la pointe avant allongée, le poste de pilotage entièrement redessiné équipé d’une centrale de navigation à gyrolaser, d’un affichage tête haute, d’un calculateur numérique... Motorisé avec un nouveau réacteur, le Lotarev DV-2 de 2 158 kgp, ce modèle a été construit à 7 exemplaires seulement pour la Tchécoslovaquie, la version export étant désignée L-59 Super Albatros.

- L-59 Super Albatros[10] : version export du L-39MS, dont 60 exemplaires seront produits jusqu’en 1999 pour la Tunisie et l'Égypte.

- L-139 Albatros 2000 : modernisation du L-39 dont le prototype a pris l’air le 16 mai 1993. Avec une avionique occidentale Bendix-king et Flight Visions et un réacteur Garrett TFE731-4-1 de 1 815 kgf, c’est un appareil d’entraînement avancé et d’attaque au sol qui a tenté en vain d’ouvrir une brèche dans le segment détenu par le BAe Hawk. Le L-59 ayant connu un succès très relatif, Aero Vodochody se lança dans la modernisation du L-39ZA.  Un prototype fut construit, avec le cn 5501. Il fut présenté aux salons du Bourget de 1993 et 1999, ainsi qu'à Farnborough en 1994, mais ne suscita aucun intérêt. Il servit toutefois de base au L-159 ALCA qui vola en 1997.  Le prototype fut conservé quelques années par Aero qui s'en servit comme avion à tout faire, avant de le revendre. En 2013, il fut acheté par Dianna Stanger, une pilote et femme d'affaires américaine : il avait alors 500 heures de vol. Celle-ci a modernisé son avionique avec 2 écrans EFIS G3X Touch de Garmin, un système d'information de vol électronique Dynon (en) EFIS-D6, et refait la décoration intérieure et extérieure. À tel point qu'un représentant d'Aero eut du mal à reconnaître le prototype… Il est désormais immatriculé N139OA.  Un second exemplaire fut construit, mais ne vola jamais[11].

- L-159B Albatros II : version biplace du L-159A, le premier des deux prototypes prenant l'air le 1er juin 2002. Une commande de 12 exemplaires a été annulée par le Ministère tchèque de la défense.

- L-159T1 : en juin 2006 le ministère tchèque de la Défense a commandé à Aero Vodochody la conversion de quatre monoplaces L-159A en biplace d’entraînement avancé, selon un standard assez proche du L-159B. Le prototype a pris l’air en mars 2007 et les quatre appareils devaient être livrés avant la fin de l’année.

- Aero L-39 Skyfox (en)[12] : en juillet 2014, Aero propose une version originalement nomme Aero L-39NG équipée d'une turbine Williams FJ44-4M de 16,87 kN de poussée disposant d'un démarreur électrique. Il dispose d'un cockpit tout écran, un nouveau siège éjectable, et une nouvelle verrière en deux parties au lieu de trois. Les réservoirs des saumons sont remplacés par des saumons en matière composite[13]. Son constructeur espérait que le premier prototype pourrait voler en 2016 pour une entrée en service d'ici la fin des années 2010[14]. Son premier vol a finalement lieu le 14 septembre 2015 avec Miroslav Schützner et Vladimir Kvarda aux commandes. Le premier appareil de série décolle le 22 décembre 2016 pour une certification prévue en 2017[15]. Le L-39NG intéresse certains utilisateurs des anciennes versions du L-39. Ainsi, LOM Praha, une firme basée à Pardubice, Draken International et la Breitling Jet Team ont signe des accords pour la mise au niveau de leurs appareils à ce standard[Quand ?]. La République Tchèque commande 4 exemplaires plus 2 options, le Sénégal 4 et le Vietnam 12 en février 2021 pour remplacer ces L-39C[16]. Le premier exemplaire de présérie, codé 7001, a lui effectué son vol inaugural le 22 décembre 2018[13]. Le 23 septembre 2020, Aero Vodochody annonce la certification du L-39NG[17]. La Hongrie en commande 12 en avril 2022. Le premier vol d'un appareil de série à lieu le 21 avril 2023. 34 sont commandés à cette date[18]. Les trois premiers hongrois sont livrés le 30 mai 2025[19].
- L-39X : Prototypes. 5 exemplaires et 2 cellules de tests statiques[20].

## Utilisateurs militaires

Utilisateurs en février 2015
Anciens utilisateurs

- Abkhazie : 3
- Afghanistan : l’école de pilotage de Sherpur a reçu 8 L-39C en 1977, 6 en 1983 et 2 en 1984. Certaines sources parlent de 26 appareils livrés, mais 3 seulement semblaient encore en service fin 2006.
- Algérie : l’Algérie a reçu 10 L-39ZA en 1987, 10 L-39ZA en 1988, 12 L-39ZA en 1991 et 7 L-39C en 1991. Ces appareils ont équipé l’école d’entraînement avancé d’Oran. Ils ont depuis été regroupés au sein des 618e escadron d’entraînement avancé de Tafaraoui et 632e escadron d’instruction d’appuis de Méchria. Dix-sept L-39ZA supplémentaires commandés en 1991 et stockés au nord de Prague ont été annulés en 2001. Ils ont depuis été regroupés au sein des 618e escadron d’entraînement avancé de Tafaraoui et 632e escadron d’instruction d’appuis de Méchria.

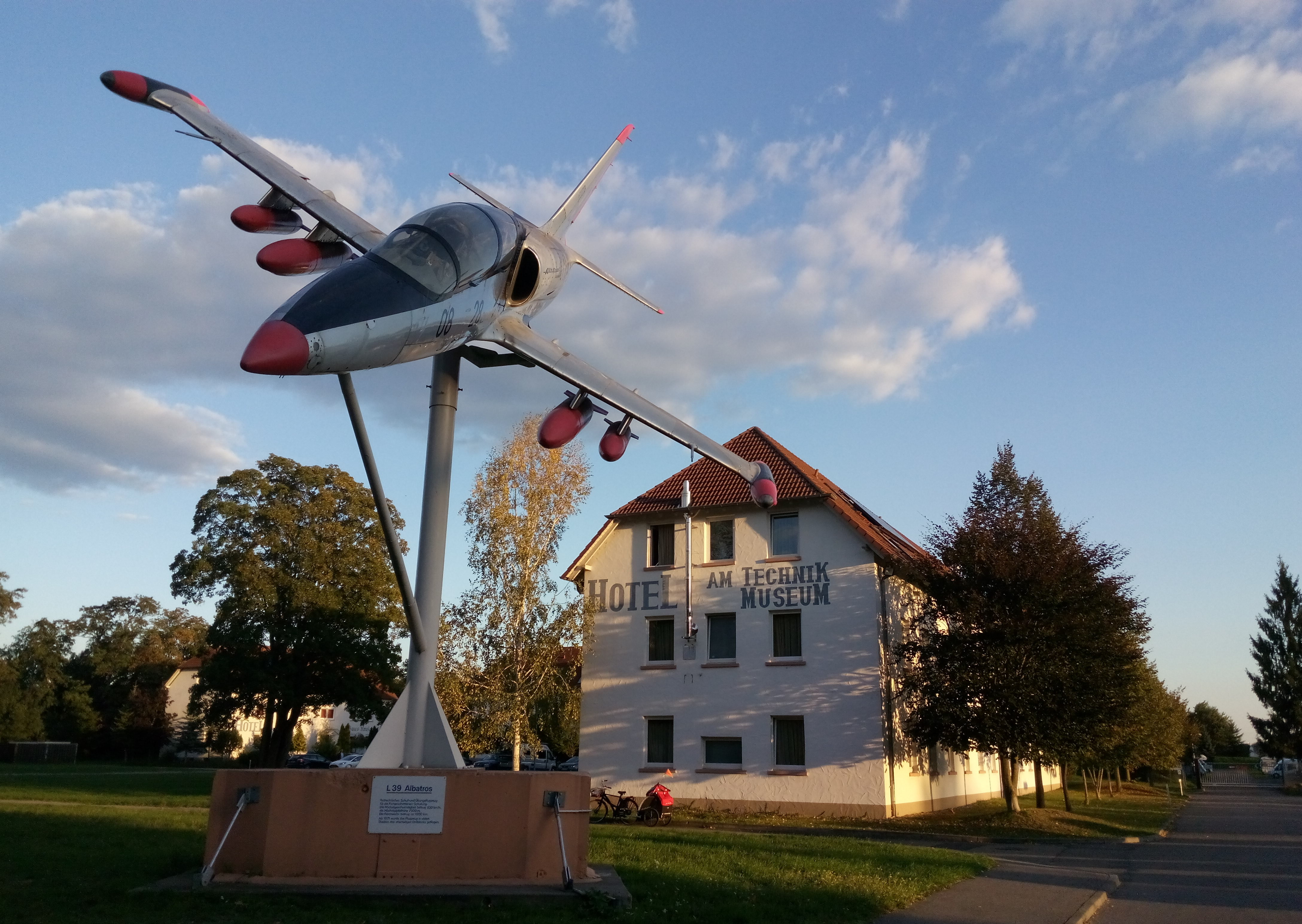
Un exemplaire de L-39ZO anciennement Est-Allemand est aujourd'hui exposé au Musée des techniques de Spire repeint aux couleurs tchécoslovaques.

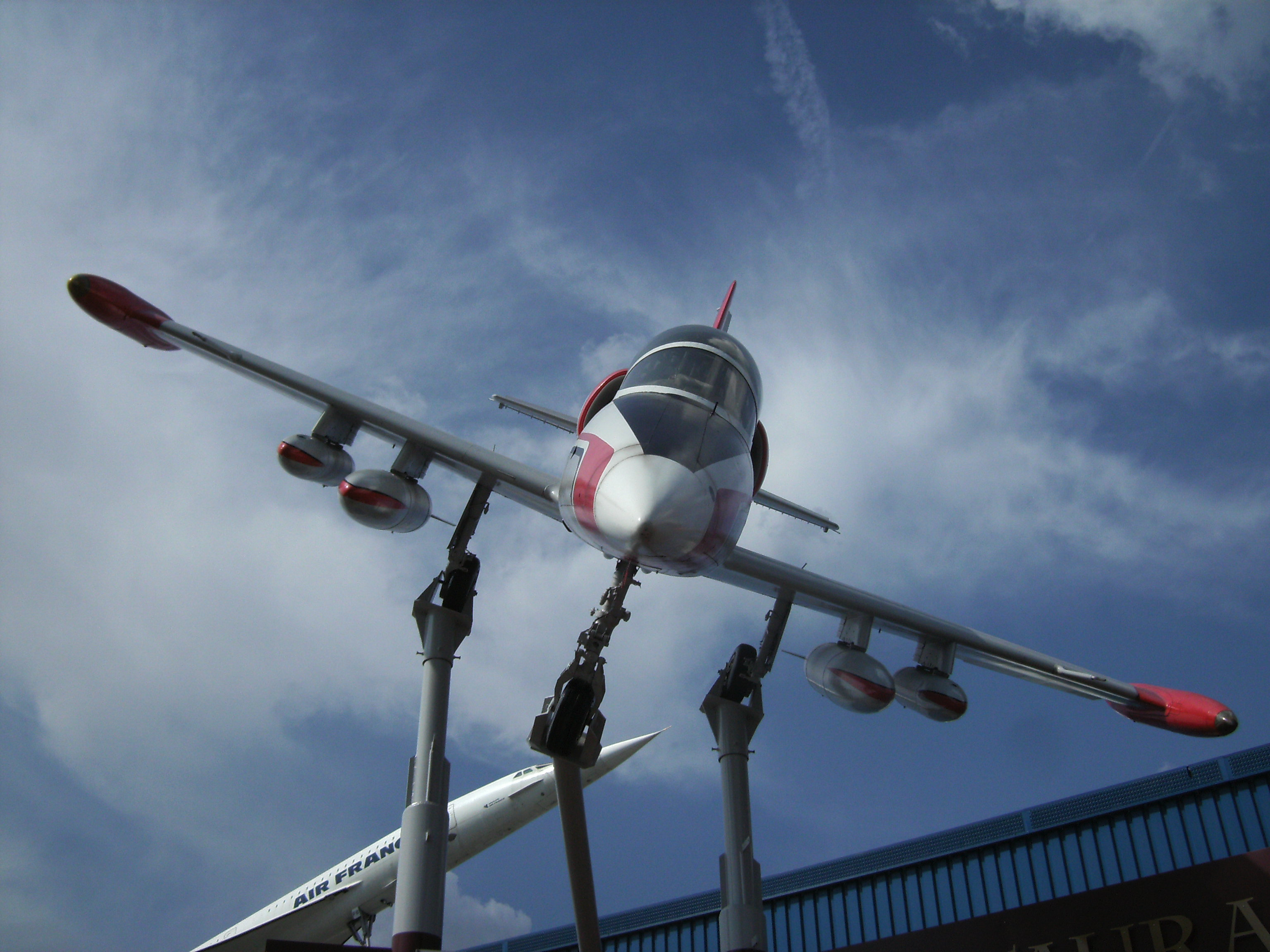
Aero L-39 au Musée automobile et technologique de Sinsheim

- République démocratique allemande : 2 L-39V et 40 L-39ZO, dont 19 seront revendus à la Hongrie après la réunification allemande.
- Arménie : 4 L-39C
- Azerbaïdjan : 12 L-39C
- Bangladesh : 8 L-39ZA ont été livrés en 1996 pour remplacer les Shenyang FT-6 (MiG 17 ?) du No.25 Sqdn de Chittagong. Remplacé à partir de fin 2015 par des Yak-130[21]
- Biélorussie :
- Bulgarie : 35 L-39ZA ont été livrés à la Bulgarie entre 1986 et 1991 pour équiper les deux escadrilles de la base école 12 de Kamenetz (en).
- Cambodge : 6 L-39C des surplus tchécoslovaques, modernisés par IAI, ont été livrés au Cambodge entre 1996 et 1997, 6 L-39ZA d’origine bulgare les ayant rejoint en 1998.
- République du Congo : 4 appareils signalés en service en 1986.
- Corée du Nord : 12 L-39C
- Cuba : 30 L-39C livrés en 1982.
- Égypte : 49 L-59E livrés en 1993/94 pour la brigade d’entraînement d’El Minya, plus une dizaine de L-39ZO cédés par la Libye.
- Estonie : 2 L-39C ont été loués entre mai et décembre 2006 et utilisés avec immatriculation civile [ES-RAZ et ES-YLZ] sur la base de Ämari.
- Éthiopie : 24 L-39C ont été livrés à l’académie de l’air de Lideta (7 perdus sur accidents ?)
- Géorgie : 10 L-39C
- Ghana : 2 L-39ZO ont été remis au Ghana en mai 1999 à Trencin (République tchèque).
- Hongrie: 20 L-39ZO achetés en Allemagne en 1994 pour équiper la 3e escadrille du 59 SDHRE de Kecskermet. Après conversion de celle-ci sur MiG-29 en 2005 les Albatros ont été transférés à une nouvelle unité, la 2e escadrille.
- Irak : 22 L-39C et 59 L-39ZO ont équipé trois escadrilles de l’académie de l’air d’Abu Graïb dès 1986.
- Kazakhstan : 17 L-39
- Kirghizistan : 67 L-39C se trouvant sur la base-école d’Arvede ont été transférés par l’Union soviétique le 31 août 1991, dont 15 L-39TC (?) vendus à un importateur américain en 2000.
- Lituanie : 4 L-39C ont été obtenus au Kirghizistan en 1993 pour constituer la première escadrille de chasse de ce pays balte. Ils ont été renforcés en 1998 par 2 L-39ZA et équipent aujourd’hui la 21e escadrille de chasse. Le 30 août 2011, l'un des L-39 a été apparemment perdu à la suite d'un accrochage lors d'un entraînement commun avec un Mirage 2000-C français, présent en Lituanie dans le cadre de l'opération Baltic 2011, où 4 Mirage français surveillent le ciel des états baltes (en rotation avec d'autres pays de l'OTAN). Les 2 pilotes lituaniens ont pu s'éjecter et le Mirage a pu atterrir[22].
- Libye : 173 L-39ZO et 8 L-39C ont été livrés à la Libye entre 1978 et 1983, une centaine étant probablement encore en service début 2000. 10 ont été cédés à l’Égypte, quatre à l’Ouganda, sept détruits par un raid de l’armée française à Ouadi Doum, au Tchad[réf. nécessaire]. Six ont été revendus sur le marché civil aux États-Unis. Plusieurs participent aux guerres civiles libyennes et y subissent des pertes[23].
- Mali : 4 Aero L-39C, réceptionnés le mardi 9 août 2022.9 Aero L-39C réceptionnés le Jeudi 19 janvier 2023.
- Nicaragua : 6 L-39ZO
- Nigeria : 17 L-39ZA sont en service dans les forces aériennes nigériennes[24].
- Ouganda : 3 L-39C ou ZO d’origine libyenne.
- Ouzbékistan : 12 L-39C à l’académie de l’air en 1999.
- Roumanie : 32 L-39ZA ont été livrés au 49e groupe de chasse et bombardement d’Ianca et à l’école de pilotage de Boboc. 10 appareils ont été vendus en 2000 à Worlwide Warbirds aux États-Unis, les autres regroupés au sein de la 201e escadrille.
- Russie : 2 094 L-39C ont été livrés officiellement à l'Union soviétique, probablement 1 250 encore en service en 2006.
- Slovaquie : À la partition de la Tchécoslovaquie le 1er janvier 1993 la Slovaquie a récupéré 8 L-39C, 9 L-39ZA, 2 L-39MS et 2 L-39V. L’école de pilotage de Kosice ayant réformé ses L-39C, il ne reste en 2006 que les L-39ZA en service au 1.SLK de Sliac.

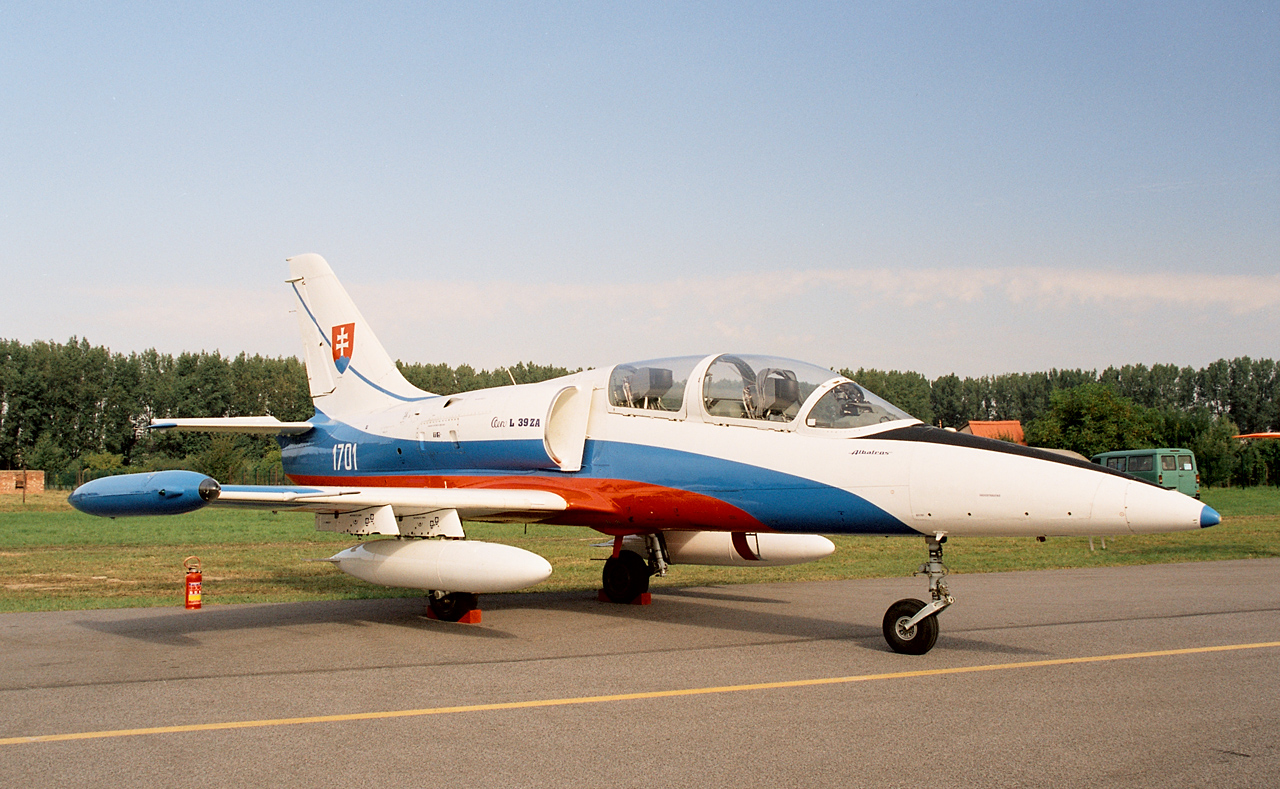
Aero L-39 ZA de la force aérienne slovaque en 2005.

- Syrie : 44 L-39ZA et 55 L-39ZO utilisés depuis 1983 pour l’entraînement. Durant la guerre civile syrienne, ces appareils - appréciés par leurs pilotes pour leur grande maniabilité[25] - sont également utilisés par les forces gouvernementales comme avion d'attaque au sol contre l'opposition.
- République tchèque : à la partition de la Tchécoslovaquie la République tchèque a récupéré 33 L-39C, 5 M-39MS et 4 L-39V pour les centre-écoles de Pardubice et Ceske Budojovice, tandis que 32 L-39ZA constituaient les trois escadrilles de l’escadre tactique no 4 de Caslav. En 2006 il ne reste plus que deux escadrilles sur L-39ZA (42.SLt1 et 322.SLt). 60 L-159A et 12 L-159B ont été commandés en 1998 pour remplacer les MiG-21F. Le premier appareil a été livré le 20 octobre 1999, le dernier le 3 février 2004, tous en configuration monoplace, le Ministère tchèque de la Défense ayant renoncé à la version biplace. Le L-159A a été mis officiellement en service le 14 novembre 2001 par l’escadrille de chasse 42 à Caslav. Après la perte d’un appareil, et sur fond de polémique entre Boeing et l’état tchèque, principaux actionnaires d’Aero Vodochody, le Ministère de la Défense tchèque a annoncé en juillet 2004 qu’il retirait 47 appareils de service pour les vendre, ne conservant que 18 appareils en service (plus 6 en réserve) pour équiper les 321e et 322e escadrilles d’entraînement du 32e groupe tactique de Namest nad Oslavou. En 2006 une nouvelle commande a porté sur la conversion de 4 L-159A et biplaces L-159T1.
- Thaïlande : 36 L−39 ZA/ART ont été commandés en mars 1992 pour remplacer en priorité les Lockheed T-33/RT-33. Le premier appareil a été officiellement livré à Vodochody le 15 octobre 1993 et les L-39ZA ont permis le rééquipement des no 101 et 102 Sqdn (Korat RTAFB) et 401 Sqdn (Takhli RTAFB). 4 appareils supplémentaires ont été commandés en 1996. En 2004, le no 102 Sqdn a été converti sur F-16A/B tandis que 12 L-39ZA du no 401 Sqdn ont été transférés au no 411 Sqdn de Chiang mai pour remplacer les OV-10C Bronco. Ils sont retirés du service en mars 2021[26].
- Tunisie : 12 L-59T livrés en 1995 pour l’école de pilotage de Sfax.
- Turkménistan : 2 L-39C au moins utilisés par le 31 vshas de Chardzhou.
- Ukraine : environ 450 L-39C équipaient en 1999 les 5e et 14e Corps d’Armée, le centre d’entraînement avancé de Bagerovo (33 TsBP) et les bases-école 201, 203 et 204 de l’Académie de l’Air. En 2003 la société israélienne IAI a présenté aux autorités ukrainiennes un programme de modernisation des appareils encore en service.
- Viêt Nam : 24 L-39C ont été livrés en 1980/81 au Régiment 910 (Académie de l’Air) de Nha Trang. Un de ces appareils s’est écrasé le 29 avril 2005.
- Yémen : 12 L-39C commandés fin février 1999 pour assurer l’entraînement des pilotes de MiG-21, MiG-23 et Su-22. 12 L-39NG commandés en février 2021 doivent les remplacer.

## La conversion à l'usage civil

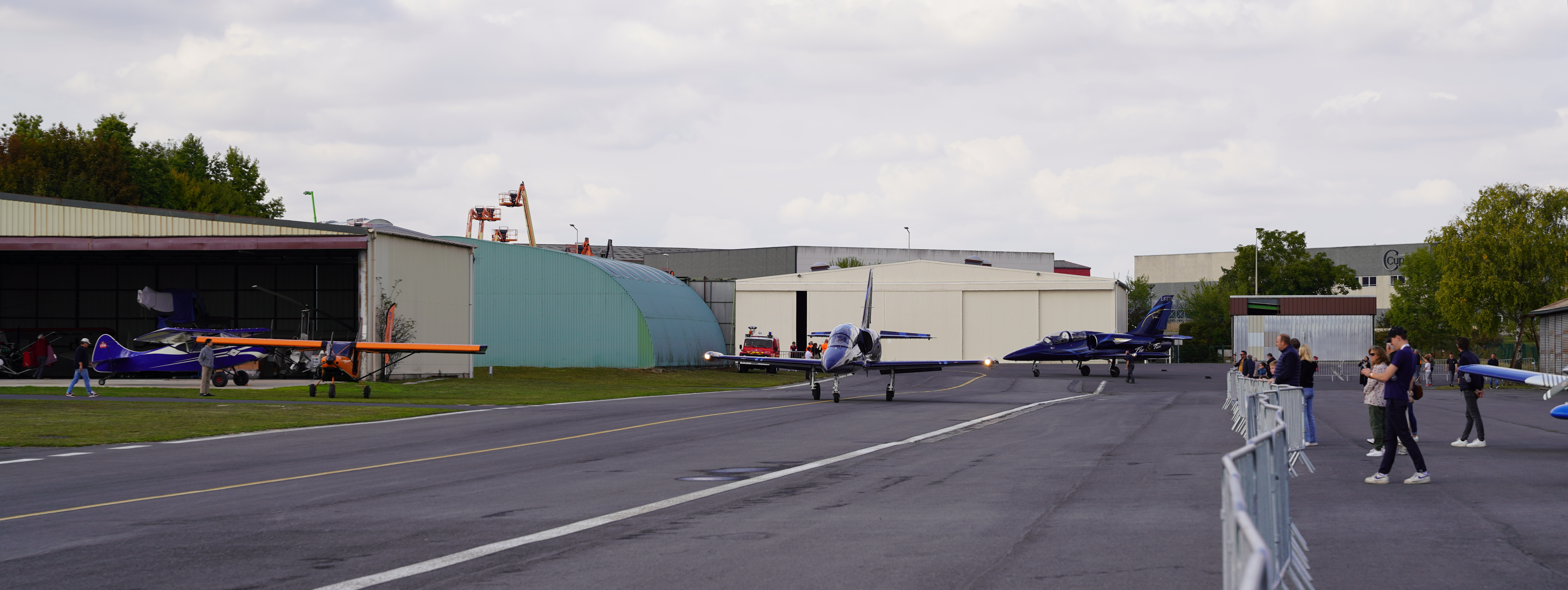
Deux L-39 pour des baptêmes de l'air à Reims.

Si l'effondrement de l'Union soviétique a touché durement la firme Aero Vodochody, la carrière de l'Albatros s'est diversifiée, l'appareil devenant un warbird très apprécié.
Un exemple des plus évidents est la patrouille Breitling Jet Team. De plus, de nombreux privés ont acheté un L-39 pour s'amuser, ou même des sociétés qui proposent à leurs clients une journée dans la peau d'un pilote de chasse. On comptait ainsi 257 L-39 sur le registre civil américain en mars 2006 et 263 en septembre 2012, de loin alors la plus importante flotte sur quelque 1 250 avions de combat à réaction enregistré par la Federal Aviation Administration, suivi par les L-29. Une course spécifiquement réservée aux L-39 a été créée aux Reno Air Races. 
On peut également constater l'émergence de structures associatives en France au sein desquelles, en devenant membre, le rêve de voler sur L-39 est devenu accessible.

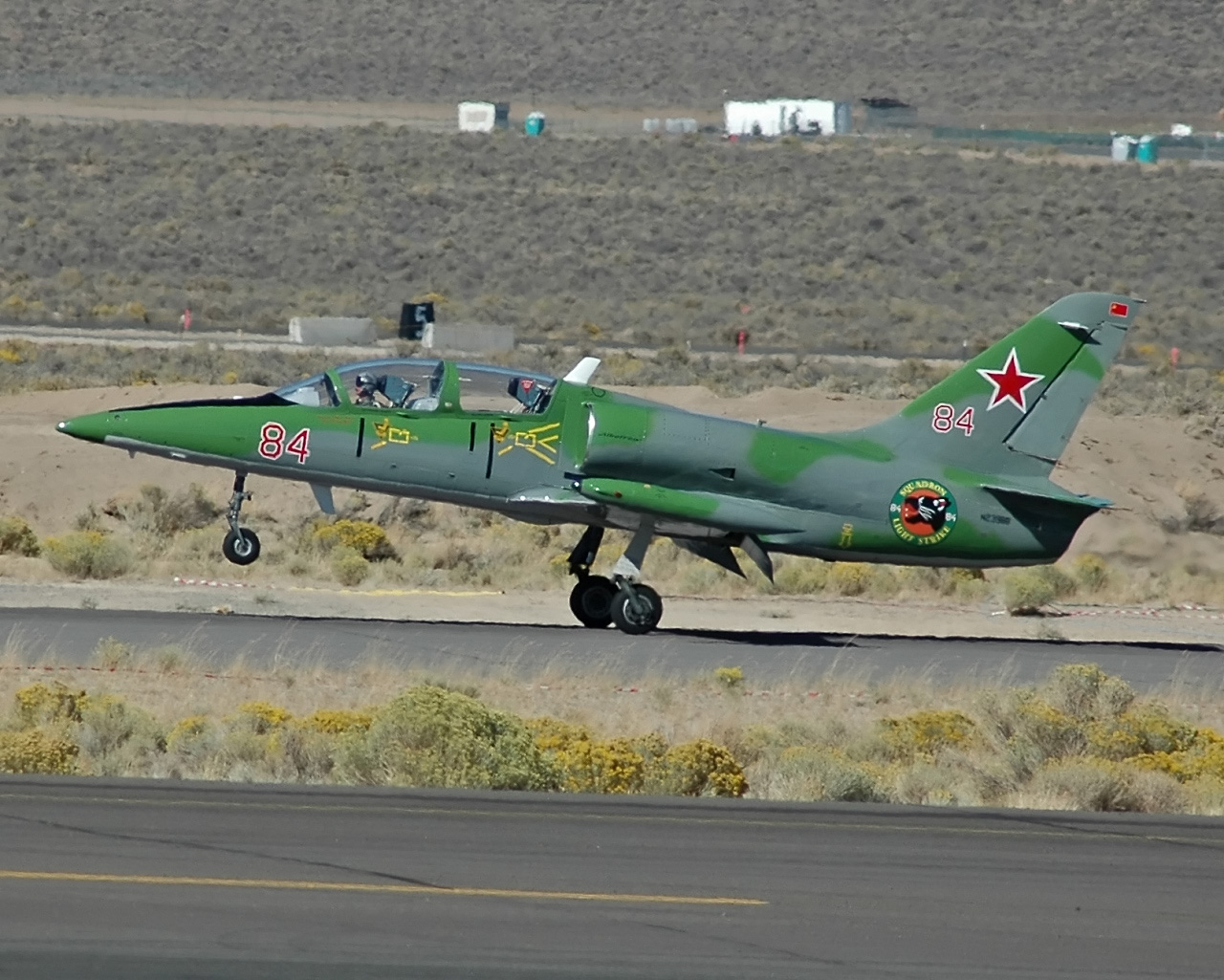
L-39 à Reno.

### Consommation
Consommation pour une vitesse de 400 nœuds, selon l'altitude :
- 3 000 ft = 1 500 l/h ;
- 10 000 ft = 1 150 l/h ;
- 16 000 ft = 1 000 l/h ;
- 26 000 ft = 750 l/h.

### Carburant disponible (JET A1)
- A-1 réservoir du fuselage

    Capacité : 1 056 L
- A-2 réservoir du fuselage + 2 réservoirs de bouts d'ailes de 100 L chacun

    Capacité : 1056 + 200= 1 256 L
- B-1 réservoir du fuselage + 2 réservoirs de bouts d'ailes + 2 réservoirs externes (largables) de 150 L chacun

    Capacité : 1056 + 200 + 300 = 1 556 L
- C-2 réservoir du fuselage + 2 réservoirs de bouts d'ailes + 2 réservoirs externes (largables) de 350 L chacun

    Capacité : 1056 + 200 + 700 = 1 956 L

## Culture populaire

### Cinéma
- Deux L-39ZO apparaissent dans le film Demain ne meurt jamais, une des nombreuses aventures cinématographiques de James Bond.
- Un autre est présent dans Lord of War.
- Il apparaît dans Green Lantern
- Il est présent dans Jackass 3
- On peut le voir dans Fast Glass
- Il est visible dans L'Arme fatale 4
- Il est présent dans Red Sky
- Il apparaît dans Tactical Assault
- Tom Cruise s'est entrainé à voler (en tant que pilote) sur un L-39 de la Jet Team US "Patriots" pour les besoins du film Top Gun: Maverick (2022) [28],[29]

### Télévision
- Il est visible dans le téléfilm Americanski Blues
- il apparaît dans l'épisode 8 de la saison 1 de Madam Secretary
- On peut l'apercevoir dans la saison 2 de Prison Break
- Pour la 100e émission de « Vendredi tout est permis », le 20 janvier 2018, six L-39C de la patrouille Breitling emportent les invités dans une séquence de haute voltige.

### Jeux vidéo
- Dans Grand Theft Auto V Online, le Besra est une copie de l'Aero L-39.

## Accidents et incidents
- RSS d'Ukraine Konotop, 14 juillet 1983 : un L-39C des Forces aériennes soviétiques s'écrase, tuant son pilote.

- Tchécoslovaquie Sazená, 8 avril 1986 : un L-39Z de la Force aérienne tchèque effectue un atterrissage d'urgence. Le pilote est sérieusement blessé.

- RSS d'Ukraine Otchakiv, 21 juin 1988 : un L-39C de la Marine soviétique tombe dans l'eau à la suite d'une panne moteur au décollage. Les deux occupants sont tués.

- Allemagne de l'Est Garz, 4 juillet 1988 : le L-39ZO numéro 831117 de la Force aérienne de l'armée populaire nationale (172) perd le contrôle lors d'un exercice d'interception, le pilote s'éjecte mais ne survit pas.

- Allemagne de l'Est Anklam, 12 juin 1989 : le L-39ZO numéro 731019 de la Force aérienne de l'armée populaire nationale (156) est victime d'une panne moteur à cause d'une mauvaise lubrification de la turbine. Les pilotes s'éjectent mais ne survivent pas.

- Tchécoslovaquie Košice, 15 août 1989 : le L-39C immatriculé 4356 de la force aérienne tchécoslovaque s'écrase. L'élève à bord parvient à s'éjecter mais l'instructeur décède.

- 1971 Kamenets, 2 octobre 1989 : le L-39ZA numéro 633917 de la force aérienne bulgare (917) s'écrase, tuant ses deux occupants.

- URSS Dolzhanskaya, 12 juillet 1990 : un L-39C des Forces aériennes soviétiques s'écrase dans la mer d'Azov en effectuant une figure acrobatique, le pilote meurt.

- Tchécoslovaquie Poříčany, 3 avril 1991 : le L-39ZA immatriculé 1740 de la force aérienne tchécoslovaque s'écrase après une panne moteur. Les pilotes survivent.

- URSS Cholognogorsk, 29 avril 1991 : un L-39C des Forces aériennes soviétiques percute un oiseau puis s'écrase, les pilotes s'en sortent.

- Tchécoslovaquie Kalša, 22 août 1991 : le L-39ZA numéro 031735 de la Force aérienne tchèque (1735) est victime d'une panne moteur au-dessus d'une ville. Les pilotes planent jusqu'à une zone plus dégagée mais s'éjectent trop tard et décèdent.

- URSS Zernograd, 28 août 1991 : un L-39C des Forces aériennes soviétiques s'écrase après une panne moteur.

- République tchèque Přerov, 30 juin 1993 : un L-39 de la Force aérienne tchèque s'écrase, le pilote est parvenu à s'éjecter.

- Russie Barnaoul, 3 juillet 1993 : un L-39C de la force aérienne russe décroche à la suite d'une erreur du pilote.

- Hongrie Törtel, 25 juillet 1995 : le L-39ZO numéro 831139 de la Force aérienne de Hongrie (139) s'écrase dans un champ. Les deux pilotes se sont éjectés.

- République tchèque, 22 septembre 1995 : un L-39 de la Force aérienne tchèque est sérieusement endommagé lors d'un atterrissage.

- République tchèque Bukovka, 1er février 1996 : le L-39C numéro 530447 de la Force aérienne tchèque (0447) s'écrase après un feu de moteur, les pilotes s'étaient éjectés auparavant.

- République tchèque Košice, 17 février 1996 : le L-39C immatriculé 4357 de la Force aérienne tchèque percute le L-39V immatriculé 0730 en l'air. Aucune victime.

- Thaïlande Bangkok, 5 mars 1996 : le L-39ZA numéro 365508 du 401e Escadron Royal de la Force aérienne royale thaïlandaise (KhF1-32/37) s'écrase, tuant ses deux pilotes.

- Thaïlande, 4 septembre 1996 : le L-39ZA numéro 365420 du 401e Escadron Royal de la Force aérienne royale thaïlandaise (KhF1-18/37) s'écrase, tuant ses deux pilotes.

- Roumanie Timișoara, 11 juin 1997 : le L-39ZA numéro 132018 de la force aérienne roumaine (118) s'écrase en effectuant un looping lors d'un meeting aérien. Les deux pilotes, bien qu'étant éjectés, meurent.

- Thaïlande Korat, 16 septembre 1997 : le L-39ZA immatriculé KhF1-7/37 du 401e Escadron Royal de la Force aérienne royale thaïlandaise est victime d'une panne moteur. Les deux pilotes s'éjectent mais l'un des deux meurt à cause de son parachute.

- République tchèque Benátky, 18 février 1998 : le L-39C numéro 834607 de la Force aérienne tchèque (4607) s'écrase, tuant son pilote[30].

- États-Unis Traverse City, 3 juillet 1998 : le L-39C numéro 482886 immatriculé N7868M disparaît des radars. La cause de l'incident est toujours inconnue. L'avion reste introuvable.

- Slovaquie Sliač, 3 juin 2000 : Le L-39C 834355 de la force aérienne slovaque (4355) s'écrase pendant un meeting aérien (1 mort).

- Thaïlande Lopburi, 20 juillet 2000 : Un L-39ZA de la Force aérienne royale thaïlandaise s'écrase après des problèmes moteurs. Les 2 pilotes sont saufs.

- Thaïlande, 10 novembre 2000 : un L-39ZA du 101e Escadron Royal de la Force aérienne royale thaïlandaise s'écrase. 1 mort et 1 blessé.

- États-Unis Hilton-Head, 16 décembre 2000 : le L-39C numéro 332748 immatriculé N139CG voit son train d'atterrissage, mal déployé, se replier lorsqu'il touche le sol, provoquant une glissade de l'appareil sur le ventre sur la piste.

- États-Unis Watkins, 24 janvier 2001 : Le L-39C numéro 135234 immatriculé N602MC s'écrase lors de la montée initiale tuant ses deux occupants.

- États-Unis Pecan Island, 10 février 2001: Le L-39C 031804 immatriculé N901NL s'écrase au sol alors qu'il réalisait des acrobaties à basse altitude.

- Russie Krasnodar, 11 juillet 2001 : un L-39C de la Force aérienne russe s'écrase. Deux morts.

- République tchèque Pelhřimov, 1er août 2001 : le L-39ZA 035013 de la Force aérienne tchèque s'écrase en effectuant des acrobaties à basse altitude.

- Royaume-Uni Autoroute M11 (en) vers Duxford, 2 juin 2002 : le L-39C numéro 730932 immatriculé G-BZVL sort de la piste lors de son atterrissage, la piste étant trop courte il se retrouve sur l'autoroute adjacente. Le pilote, qui est le seul des deux occupant à s'éjecter est tué, l'autre passager étant indemne.

- Russie Borisoglebsk, 20 juin 2002 : un L-39C de la Force aérienne russe s'écrase après une erreur de pilotage.

- Russie Sosnowka, 12 août 2002 : un L-39C de la Force aérienne russe s'écrase après une panne moteur, les pilotes s'étant éjectés.

- États-Unis Tracy, 30 mai 2003 : le L-39 numéro 332627 immatriculé N139RH s'écrase alors qu'il effectuait des acrobaties à basse altitude, tuant son pilote.

- États-Unis Gadsden, 30 juin 2003 : le L-39C numéro 332449 immatriculé N8125R percute des débris alors qu'il vole sous un orage violent ce qui endommage le moteur. Le pilote effectue un atterrissage d'urgence et s'éjecte pendant celui-ci.

- Royaume-Uni Duxford, 2 août 2003 : le L-39C numéro 232337 immatriculé G-OTAF effectue un atterrissage forcé dans un champ à la suite d'une panne de moteur. Le pilote est indemne.

- États-Unis Forest Hill, 24 août 2003 : le L-39ZO numéro 731013 immatriculé N298RD s'écrase dans une zone résidentielle. L'enquête conclura à des erreurs du pilote qui causèrent des problèmes de puissance du moteur.

- Russie Novy Mir, 28 septembre 2004 : un L-39C de la Force aérienne russe s'écrase puis explose près du village de Novy Mir. Le deux pilotes s'étaient éjectés.

- États-Unis Hyak, 19 octobre 2004 : le L-39C numéro 812041 immatriculé N39TJ s'écrase au sol durant sa montée après le décollage, le pilote ayant déclaré quelques secondes plutôt qu'il avait perdu le contrôle de son avion. Les causes du crash n'ont pas été déterminées. Deux morts.

- Vietnam Mer de Chine du Sud vers l'île de Hon Tre, 9 avril 2005 : un L-39 immatriculé 910 de l'académie de la force aérienne vietnamienne s'écrase après une panne moteur, seul un des deux pilotes est parvenu à s'éjecter.

- Russie, vers l'aéroport Maikop-Chaskaja, 20 septembre 2005 : un L-39C de la Force aérienne russe s'écrase à 8 km de l'aéroport après une panne moteur lors de son approche.

- États-Unis Ketchikan, 25 janvier 2006 : le L-39MS numéro 040004 immatriculé N104XX alors en approche aux instruments pour cause de mauvais temps s'écrase dans la mer à cause d'une erreur du pilote. Il s'éjectera mais sera tué.

- États-Unis California City, 26 février 2006 : le L-39 numéro 931320 immatriculé N39DF s'écrase après une acrobatie à basse altitude.

- Thaïlande, 6 juin 2006 : le L-39ZA numéro 365246 du 401e Escadron Royal de la Force aérienne royale thaïlandaise immatriculé Kh1-24/37 subit un atterrissage violent et est déclaré irréparable.

- Russie Novokubansk, 14 septembre 2006 : le L-39 immatriculé 713 de la Force aérienne russe s'écrase lors d'un vol d'entraînement, le pilote meurt mais le passager est seulement blessé.

- États-Unis Titusville, 16 mars 2007 : le L-39C numéro 031803 immatriculé N63925 s'écrase lors d'acrobatie pendant un meeting aérien.

- Vietnam Mer de Chine du Sud vers Ninh Tuan : un L-39 de la force aérienne vietnamienne s'écrase après un problème technique. Les pilotes sont portés disparus.

- Russie Maikop, 9 août 2007 : un L-39 de l'académie de Krasnodar s'écrase après une panne moteur.

- États-Unis Reno, 13 septembre 2007 : le L-39C numéro 834874 immatriculé N139DK s'écrase lors d'une course pendant un meeting. Il se trouvait à basse altitude et a rencontré une rafale de vent soudaine.

- Russie Kotelnikovo, 28 janvier 2008 : un L-39 de l'académie de Krasnodar s'écrase lors de sa montée. Le pilote décèdera de ses blessures et le cadet survivra.

- Russie Armavir, 1er février 2008 : un L-39 de l'académie de Krasnodar s'écrase après une panne moteur malgré deux tentatives du pilote de redémarrer le moteur. Il s'éjectera.

- France Valence (Drôme), 19 avril 2008 : Une crique dans le moteur a émis des gaz chauds vers des câbles électriques, causant une panne moteur. Le pilote a détourné son vol pour atterrir à Romans-sur-Isère sans aucun dommage[31].

- Cuba, avril 2008 : le L-39C numéro 232241 de la force aérienne cubaine (15) s'écrase à une date inconnue et pour des raisons restées secrètes[réf. nécessaire].

- Hongrie Fehérgyarmat, 20 juin 2008 : le L-39ZO numéro 831120 de la force aérienne hongroise (120) s'écrase pendant une manœuvre, les pilotes n'ont pas réussi à s'éjecter.

- Russie, vers Krasnodar, 17 mars 2009 : un L-39 de la Force aérienne russe s'écrase;

- Yémen Salah ad-Din, 13 janvier 2010 : un L-39 de la force aérienne yéménite s'écrase à la suite d'un problème technique.

- Vénézuela Cumaná, 21 mars 2010 : le L-39 numéro 931327 immatriculé YV100X s'écrase dans une zone résidentielle faisant cinq morts en plus du pilote à la suite de problèmes de moteur.

- République tchèque Holice, 12 juillet 2010 : le L-39C numéro 390440 de la Force aérienne tchèque (0440) s'écrase après l'éjection des pilotes qui avaient constaté une défaillance du moteur. L'impact met le feu à la forêt adjacente.

- République tchèque Biskupice, 16 décembre 2010 : le L-39ZA numéro 232341 de la Force aérienne tchèque (2341) s'écrase après que le titane du moteur ait pris feu. Les pilotes se sont éjectés.

- France Sainte-Hélène, 30 avril 2011 : le L-39ZO numéro 831135 immatriculé RA-3514K effectue un atterrissage d'urgence dans une forêt après une panne moteur. L'équipage évacue l'appareil au sol par ses propres moyens. L'appareil sera démoli[32].

- États-Unis Greenwood Lake, 9 juillet 2011 : le L-39C numéro 934873 immatriculé N111XN fait un tonneau après une excursion hors-piste lors de son atterrissage.

- Lituanie Lac de Rekyva, 30 août 2011 : un L-39ZA de la force aérienne lituanienne percute en plein vol un Dassault Mirage 2000C de l'Armée de l'air française. Aucune victime, le Mirage se pose à l'aéroport international de Šiauliai et le L-39 s'écrase dans un lac.

- Nigeria Uyo, 28 octobre 2011 : un L-39 de la 303e Escadrille d'entraînement de la force aérienne nigériane s'écrase, les pilotes parvenant à s'éjecter.

- États-Unis Comté d'Etowah, 20 janvier 2012 : le L-39C numéro 132013 immatriculé N16RZ s'écrase peu après son décollage dans un bois, déclenchant un incendie. Le pilote est mort.

- États-Unis Punta Gorda, 23 mars 2012 : le L-39C numéro 831106 immatriculé N138EM sors de la piste après des problèmes de freins.

- Bangladesh Mohishpara, 8 avril 2012 : un L-39ZA de la Force aérienne bangladaise après des problèmes moteur.

- États-Unis Boulder City, 18 mai 2012 : le L-39 numéro 132127 immatriculé N39WT s'écrase après des problèmes de moteur.

- Afrique du Sud Klerksdorp, 30 juin 2012 : le L-39 numéro 232202 immatriculé ZU-HIT s'écrase après une acrobatie lors d'un meeting aérien.

- États-Unis Davenport, 1er septembre 2012 : le L-39C numéro 432833 immatriculé N139GS s'écrase au sol et explose après des acrobaties lors d'un meeting aérien.

- Pays-Bas Valkenswaard, 15 septembre 2012 : le L-39C 533638 immatriculé ES-YLS de la Breitling Jet Team s'écrase après des problèmes de moteur.

- Ukraine Chuhuiv, 22 septembre 2012 : un L-39 de la Force aérienne ukrainienne prend feu lors du décollage puis s'écrase, tuant son pilote.

- Ukraine Ivano-Frankivsk, 18 octobre 2012 : un L-39 de la Force aérienne ukrainienne effectue un atterrissage forcé après des problèmes de train d'atterrissage.

- États-Unis Reno, 13 juin 2013 : le L-39C numéro 031633 immatriculé N2399V et le L-39C numéro 330211 immatriculé N8124N se percutent en vol lors de la préparation à une course. Le premier atterri normalement, tandis que le deuxième éprouve plus de difficultés.

- Kazakhastan Aktioubé, 17 juillet 2013 : un L-39C de l'Force aérienne kazakhe s'écrase sur hangar pendant son approche.

- Thaïlande Korat, 14 mars 2014 : un L-39ZA de la Force aérienne royale thaïlandaise ne parvient pas à décoller après une baisse de puissance du moteur.

- Bangladesh Chittagong, 30 avril 2014 : un L-39ZA de la Force aérienne bangladaise prend feu lors de son atterrissage.

- Yémen Ta'izz, 27 août 2014 : un L-39 de la Force aérienne yéménite s'écrase et explose lors de son atterrissage.

- Ouganda Patek Parish, 11 septembre 2014 : un L-39 de la Force aérienne ougandaise s'écrase peu après son décollage.

- Libye, à 5 km de la frontière tunisienne, 27 février 2015 : un L-39 de Libya Dawn est abattu par les Forces aériennes de la Libye libre.

- Syrie Kweres, 20 avril 2015 : un L-39 de la force aérienne syrienne s'écrase après un problème technique.

- États-Unis Colorado River, 28 mai 2015 : le L-39 numéro 432942 immatriculé N6175C percute des lignes électriques et effectue un atterrissage d'urgence.

- Syrie Kweres, 26 août 2015 : un L-39 de la force aérienne syrienne s'écrase à la suite d'un problème technique.

- États-Unis Oneida, 12 septembre 2015 : le L-39 numéro 332505 immatriculé N139RT s'écrase après une acrobatie pendant un meeting aérien.

- France Nîmes, 30 novembre 2015 : Le L-39C immatriculé ES-TLS et exploité par la société SECATEM fait un atterrissage violent par suite de l'oubli de sortie des trains d'atterrissage à l'Aéroport de Nîmes-Garons[33].

- États-Unis Byron, 20 janvier 2016 : le L-39C numéro 630707 immatriculé N439DH effectue un atterrissage brutal sur l'aéroport municipal de cette ville.

- Vietnam Phu Yen, 26 août 2016 : le L-39 immatriculé 8705 de la Force aérienne populaire vietnamienne s'écrase sur l'autoroute un peu après son décollage, tuant son pilote et une personne au sol.

- Syrie Sadad, 4 septembre 2016 : un L-39 de la force aérienne syrienne s'écrase, soit il a été abattu, soit il a été victime d'un problème technique.

- États-Unis Norfolk, 23 septembre 2016 : le L-39 numéro 330214 immatriculé N139AJ sort de la piste lors de son atterrissage et percute des arbres.

- Thaïlande Tak, 22 mai 2018 : un L-39ZA/ART du 41e Escadron Royal de la Force aérienne royale thaïlandaise basé à Chiang Mai s'écrase sur un terrain de golf tuant l'un de ses pilotes et blessant grièvement l'autre.

- Algérie Oran, 13 mars 2019 : un L-39 d’entraînement s’écrase dans une localité de la wilaya d’Oran. Le pilote de l’aéronef est décédé sur le coup.

- Tunisie Médenine, 22 juillet 2019 : un L-39 d'entraînement libyen atterrit d'urgence à El Jorf el-Ahmar, à Beni Ghazel du gouvernorat de Médenine à cause d'un défaut du système de localisation. Le pilote s'en est sorti indemne.
- Ukraine Jytomyr, 25 aout 2023 : deux L-39 d’entraînement sont entrés en collision au cours d’une mission d’entraînement causant la mort des trois pilotes dont le capitaine Andrii Pilshchykov, possesseur de l'Ordre du Courage, 3e classe, connu en Ukraine sous l'indicatif « JUICE ».